# I Fristerens Klør
I Fristerens Klør er en amerikansk stumfilm fra 1915 af Cecil B. DeMille.

## Medvirkende
- Geraldine Farrar som Renee Dupree.
- Theodore Roberts som Otto Mueller.
- Pedro de Cordoba som Julian.
- Elsie Jane Wilson som Maroff.
- Raymond Hatton som Baron Cheurial.